# 普鲁卡因
普鲁卡因（英文：Procaine），它的商品名为奴佛卡因（英文：Novocaine），一种局部麻醉药。最初用于缓解肌肉注射青霉素引起的疼痛，也用于牙科手术。作用主要是钠离子通道阻滞剂。
普鲁卡因是在1905年被德国化学家Alfred Einhorn首次合成出来的，稍晚于阿米洛卡因。Alfred Einhorn当时根据拉丁文给其取的商品名为Novacaine（Nova-表示“新的”，-caine为具有麻醉作用的生物碱常用的词尾）。它被外科医生Heinrich Braun引入临床使用，在斯妥伐因（又称阿米洛卡因，Amylocaine）和普鲁卡因问世前，可卡因是最常用的局部麻醉药。

## 药理学

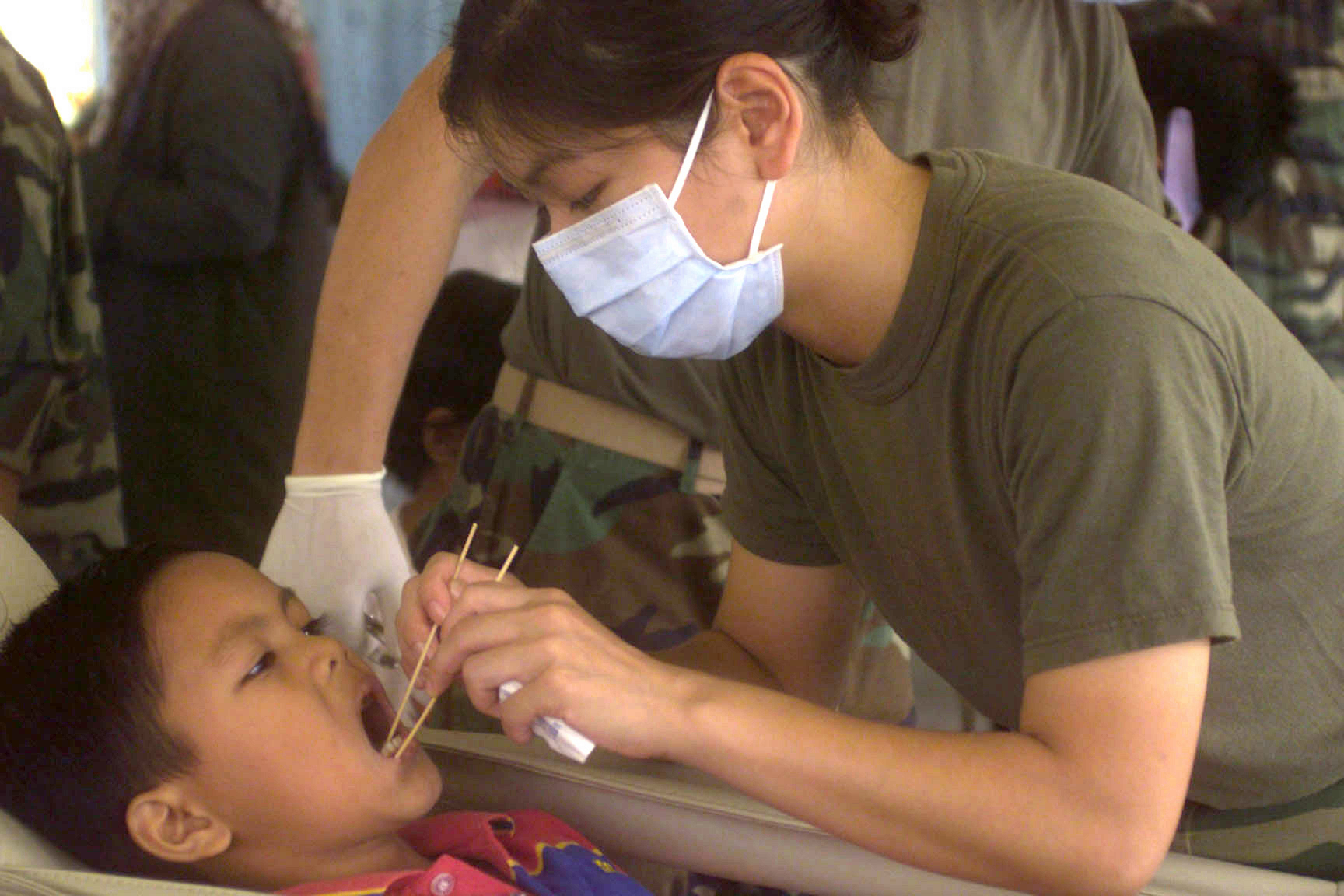
拔出蛀牙时使用普鲁卡因作为局部麻醉剂

局部麻醉剂是普鲁卡因的主要用途。由于更高效的局部麻醉剂利多卡因的出现，它已不再常用，普鲁卡因已经退出美国市场。和其他一些局部麻醉剂比如马比佛卡因（Mepivacaine）和丙胺卡因（Prilocaine）一样，普鲁卡因是一种血管舒张药，经常和肾上腺素并用达到血管收缩的作用。

## 化学合成方法
普鲁卡因有两种合成方法。第一种是从对氨基苯甲酸乙酯出发与N,N'-二甲基-2-氨基乙醇在乙醇钠的催化下发生酯交换反应。第二种方法是通过先用氯化亚砜将对硝基苯甲酸转化成对硝基苯甲酰氯，接着将酰氯与N,N'-二甲基-2-氨基乙醇得到对硝基苯甲酸酯，最后用雷尼鎳将硝基还原成氨基得到产物。

## 延伸閱讀
- J.D. Hahn-Godeffroy: Wirkungen und Nebenwirkungen von Procain: was ist gesichert?. Komplement. integr. Med. 02/2007, 32-34.
- A. Einhorn, K. Fiedler, C. Ladish, E. Uhlfelder. Justus Liebigs Annalen der Chemie 371, 125, 131, 142, 162 (1910).
- A. Einhorn, M. Lucius, 美國專利第812,554号 (1906).
- M. Lucius, DE 179627 (1904).
- M. Lucius, DE 194748 (1905).